# Guéhenno
Guéhenno is een gemeente in het Franse departement Morbihan (regio Bretagne) en telt 730 inwoners (1999). De plaats maakt deel uit van het arrondissement Pontivy.

## Geografie
De oppervlakte van Guéhenno bedraagt 23,2 km², de bevolkingsdichtheid is 31,5 inwoners per km².
De onderstaande kaart toont de ligging van Guéhenno met de belangrijkste infrastructuur en aangrenzende gemeenten.

## Demografie
Onderstaande figuur toont het verloop van het inwonertal (bron: INSEE-tellingen).

1. ↑  Populations de référence 2022.